# La Place du singe
La Place du singe est une pièce de théâtre créée en 2005 par la comédienne Christine Angot et la chorégraphe Mathilde Monnier à l'occasion du Festival d'Avignon et jouée la même année au théâtre de la Colline.

## Distribution à la création
- Texte : Christine Angot
- Chorégraphie : Mathilde Monnier
- Scénographie : Annie Tolleter
- Interprétation : Christine Angot et Mathilde Monnier
- Lieu de la représentation : Cloître des Célestins (Avignon)

## Vidéographie
- La Place du singe, réalisation de Karim Zeriahen, production, édition et distribution par le Centre chorégraphique national de Montpellier Languedoc-Roussillon, 2006.